# Morpho montezuma
Morpho montezuma är en fjärilsart som beskrevs av Achille Guenée 1859. Morpho montezuma ingår i släktet Morpho och familjen praktfjärilar. Inga underarter finns listade i Catalogue of Life.